# بوكيمون ماسترز
بوكيمون ماسترز باللغة اليابانية ポケモンマスターズ التي تُعرب الي بوكيتو مونستا ماسترزو و التي تعني حرفياً مدربي وحوش الجيب هي تطبيق محمولة قادمة لمنصتي آي او اس واندرويد و كجزء من سلسلة بوكيمون ونشرتها شركة البوكيمون العالمية . أعلن ذلك في 28 مايو 2019 من قبل تسونكازو إيشيهارا، الرئيس التنفيذي لشركة بوكيمون العالمية، خلال المؤتمرالصحفي الذي عُقد في طوكيو وكذلك على صفحة تويتر الرسمية للشركة هو قادم مجانا للعب لعبة المحمول والتي نشرتها شركة دينا مع الترخيص المعطى لها من شركة بوكيمون العالمية . ومن المقرر أن تصدر هذه اللعبة في صيف عام 2019.

## التاريخ
بوكيمون ماسترز تم الأعلن عنها لأول مرة من قبل شركة بوكيمون العالمية يوم 29 مايو 2019 في المؤتمر الصحفي الذي اقيم في مدينة طوكيو اليابانية إلى جانب عناوين أخرى من سلسلة التطبيقات التي ستصدر في السنة القادمة. و وهذا يمثل أول تعاون بين الشركة المطور لالعاب الهواتف المحمول دنيا و التي أعطيت الأولية بعض الوقت للقيام باصدار اللعبة في صيف 2019 . مفهوم اللعبة جاءت من سلسلة الفنان و المصمم كين سوغيموري الذي اقترح فكرة وجود كل الشخصيات السابقة من السلسلة الرئيسي معا ً في لعبة فيديو واحدة و هذا ما جعل المنتجين يتحمسون و يقفون في صف هذه الفكرة .

## الاختلافات بين بوكيمون ماسترز و غيرها من لعب البوكيمون
ذكرت الشركة ان لعبة بوكيمون ماسترز سيكون فيها اختلاف واضح عن اللعب الاخري بحيث لن يركز اللاعب علي جمع البوكيمونات انما تدريبها و تقويتها لتصبح اقوي ويدخل بها معارك ضد مدربي البوكيمونات الاخرين للفوز بلقب بوكيمون ماستر 

## روابط خارجية
- بوكيمون ماسترز على موقع Google Play (الإنجليزية)